# Mohra
Mohra (w tłumaczeniu: „Pionek”) to bollywoodzki thriller z 1994 roku w reżyserii Rajiva Rai. W rolach głównych wystąpili Sunil Shetty, Akshay Kumar, Raveena Tandon, Paresh Rawal i Naseeruddin Shah.
Film był jednym z największych hitów w Indiach w 1994 roku. Pierwotnie główną rolę kobiecą miała zagrać Divya Bharati. Po jej śmierci zastąpiła ją Raveena Tandon.

## Fabuła
Roma, dziennikarka z Mumbaju (Raveena Tandon), szukając materiałów do artykułu w więzieniu, którym kieruje jej ojciec (Kulbhushan Kharbanda), naraża się na niebezpieczeństwo ze strony spragnionych zemsty przestępców. Od gwałtu ratuje ją w ostatniej chwili więzień skazany na dożywocie – Vishal Agnihotri (Sunil Shetty). Wstrząśnięta i pełna wdzięczności za ocalenie chce poznać historię człowieka, który zabiwszy cztery osoby, potrafi tak bezinteresownie okazać komuś pomoc. Gdy okazuje się, że Vishal zabił z bólu gwałcicieli swojej szwagierki, odpowiedzialnych też za śmierć jego żony, Roma zaczyna walczyć o jego uwolnienie. O wypuszczenie Vishala zabiega też gorąco właściciel gazety, w której Roma pracuje, niewidomy Jindal (Naseeruddin Shah). Gdy Vishal opuszcza więzienie wracając do świata, gdzie nikt na niego nie czeka, Jindal ma dla niego zadanie – walka z gangsterami odpowiedzialnymi za przemyt narkotyków. Ci, którzy handlują śmiercią, sami zaczynają kolejno umierać. Oficer policji Amar Saxena (Akshay Kumar) próbuje wytropić tego, kto uniemożliwia mu aresztowanie przestępców.

## Obsada
- Akshay Kumar – Amar Saxena
- Sunil Shetty – Vishal Agnihotri
- Raveena Tandon – Roma Singh
- Naseeruddin Shah – p. Jindal
- Paresh Rawal – Kashinath Sahu
- Gulshan Grover – Tyson
- Kulbhushan Kharbanda – ojciec Romy

## Nominacje doNagrody Filmfare
- nominacja do Nagrody Filmfare dla Najlepszego Filmu – Gulshan Rai
- nominacja do Nagrody Filmfare dla Najlepszego Reżysera – Rajiv Rai
- nominacja do Nagrody Filmfare za Najlepszą Rolę Negatywną – Naseeruddin Shah
- nominacja do Nagrody Filmfare dla Najlepszego Aktora Komediowego – Paresh Rawal
- nominacja do Nagrody Filmfare za Najlepszą Muzykę – Viju Shah
- nominacja do Nagrody Filmfare za Najlepszy Playback Męski – Udit Narayan
- nominacja do Nagrody Filmfare za Najlepszy Playback Kobiecy – Kavita Krishnamurthy
- nominacja do Nagrody Filmfare za Najlepsze Teksty Piosenek – Anand Bakshi

## Muzyka i piosenki
W muzyce filmu wiele elementów z muzyki do hollywoodzkiego filmu „Terminator”.
- Dil Har Koi – Kumar Sanu, Alka Yagnik
- Kaash Kabhi Aisa Hota – Kumar Sanu
- Main Cheez Badi Hoon Mast – Kavita Krishnamurthy
- Na Kajre Ki Dhar – Pankaj Udhas, Sadhana Sargam
- Na Kajre Ki Dhar (Part 1) – Pankaj Udhas
- Na Kajre Ki Dhar (Part 2) – Sadhana Sargam
- Subah Se Lekar – Sadhana Sargam, Udit Narayan
- Tip Tip Barsa Paani – Udit Narayan, Alka Yagnik
- Tu Cheez Badi Hai Mast – Udit Narayan, Kavita Krishnamurthy – szczególna popularność do dziś